# 예하초등학교
예하초등학교는 대한민국 경상남도 진주시 정촌면에 있는 공립 초등학교이다.

## 학교 연혁
- 1937년 5월 6일 정촌공립보통학교 예하분교장 개교
- 1943년 6월 1일 예하공립국민학교 승격
- 1981년 3월 1일 병설유치원 개원
- 1996년 3월 1일 예하초등학교 개명
- 2008년 2월 28일 병설유치원 폐원
- 2019년 3월 1일 학교 신이설 개교 및 예하초등학교 병설유치원 재개원-초등 13학급(특수1), 유치원 4학급(특수1) 편성
- 2021년 9월 1일 제34대 이동림 교장 취임

## 참고 자료
- 예하초등학교 - 한국교육학술정보원 학교알리미